# Dan Biggar
Daniel James Biggar (Swansea, 16 ottobre 1989) è un rugbista internazionale per il Galles, mediano d'apertura del Tolone.

## Biografia
Formatosi rugbisticamente nella sua città natale di Swansea, Biggar iniziò a giocare con il Swansea Rugby Football Club in Premier Division prima di unirsi ben presto, nel 2007, alla franchigia gallese degli Ospreys. Dopo avere già vestito la maglia del Galles Under-20, il 14 novembre 2008 fece il suo debutto con la nazionale maggiore rimpiazzando James Hook nella partita contro il Canada vinta 34-13 al Millennium Stadium.
Dan Biggar cominciò a imporsi anche a livello di club divenendo nel novembre 2011 il maggiore realizzatore di punti degli Ospreys, superando il record precedente detenuto da James Hook, e diventando nell'aprile 2012 il più giovane giocatore a raggiungere le 100 presenze con la stessa franchigia. Fu inoltre uno dei protagonisti della vittoria della Celtic League 2009-10, mettendo a segno nella finale vinta 17-12 contro il Leinster due calci di trasformazione più un calcio di punizione. Due anni più tardi Biggar vinse con gli Ospreys nuovamente la Celtic League, divenuta nel frattempo il nuovo campionato Pro12, mettendo la sua firma nella finale vinta 31-30 contro il Leinster grazie a un decisivo e difficile calcio di trasformazione (meta di Shane Williams) messo a segno all'ultimo minuto nei pressi della linea di touche.
Dan Biggar tornò nuovamente protagonista a livello internazionale, approfittando di un infortunio occorso a Rhys Priestland, durante il vittorioso Sei Nazioni 2013 in cui giocò come mediano d'apertura gallese titolare in tutte e cinque le partite del torneo. Fu inoltre titolare anche durante la Coppa del Mondo di rugby 2015.

## Palmarès
- Pro12: 2
Ospreys: 2009-10, 2011-12
- Coppe Anglo-Gallesi: 1
Ospreys: 2007-08
- Challenge Cup: 1
Tolone: 2022-23